# Lucca
Lucca poslušaj [▶] je grad i općina u Toskani, u središnjoj Italiji, smješten na rijeci Serchio u plodnoj ravnici u blizini Ligurskog mora. Glavni ja grad provincije Lucca. Pored ostalog, poznat je zbog svojih izuzetno očuvanih renesansnih gradskih zidina.

## Povijest

### Antika i srednji vijek
Grad Lucca osnovali su Etruščani (postoje tragovi ranijeg ligurskog naselja. Godine 180. pr. Kr. postala je rimska kolonija. Pravilni plan povijesnog središta grada zadržao je rimski plan, a Piazza San Michele nalazi se na mjestu antičkog foruma. Tragovi amfiteatra još se mogu vidjeti na Piazza dell'Anfiteatro. U Lucci je 56. pr. Kr. sklopljen sporazum u kojemu je potvrđena nadmoć rimskog prvog trijumvirata između Cezara, Pompeja i Krasa. 
Irski redovnik Frediano bio je biskup grada Lucce početkom 5. stoljeća. Grad je opljačkao Odoakar, prvi germanski kralj Italije. Čak i u 6. stoljeću Lucca je važan grad i utvrda. Pod Lombardima grad je sjedište kneza koji je koji je kovao vlastiti novac. Sveto lice Isusovo iz Lucce, (ili Volto Santo), važna relikvija koju je navodno isklesao Nikodem, u grad je stigla 742. godine. Grad doživljava prosperitet zbog trgovine svilom koja je započela u 11. stoljeću, te je glavni rival svili iz Bizanta. Tijekom 10. i 11. stoljeća Lucca je glavni grad feudalne markgrofovije Toskane, više ili manje neovisne države nominalno podložne caru Svetog Rimskog Carstva.
Nakon smrti Matilde Toskanske, grad postaje neovisna srednjovjekovna komuna, sa statutom iz 1160. Kroz sljedećih 500 godina Lucca je ostala neovisna republika. Dante je dio svog izbjeglištva proveo u Lucci.
Godine 1273. te potom opet 1277. gradom je zavladao gvelfski capitano del popolo Luchetto Gattilusio. Godine 1314. unutarnje nesuglasice na vlast dovode Uguccionea della Faggiuola iz Pise, kojega su građani Lucce otjerali dvije godine kasnije i grad predali drugom condottiereu Castrucciju Castracaniju, pod čijom vlašću Lucca postaje vodeća država središnje Italije. Rival je Firenci sve do Castracanijeve smrti 1328. 22. i 23. rujna 1325. u bitki kod Altopascija Castracani je pobijedio firentinske gvelfe. Zbog te ga je zasluge Luj IV. Bavarski imenovao knezom Lucce. Njegova biografija spominje se u trećoj knjizi Machiavellijevog Vladara.
Godine 1408. u Lucci se održava konvokacija s ciljem dokidanja papinske shizme. Nakon što su ga okupirale trupe Luja od Bavarske, grad je prodan bogatom Genovljaninu Gherardinu Spinoli, da bi ga potom zauzeo Ivan Luksemburški, kralj Češke. Grad je potom preuzela obitelj Rossi od Parme, oni ga ustupaju Martinu della Scalla iz Verone, koji ga prodaje Firentincima, da bi ga potom zauzela Pisa, te konačno nominalno oslobodio Karlo IV., car Svetog Rimskog Carstva. Gradom od tada upravlja njegov namjesnik. Lucca je uspjela, isprva kao demokracija, a potom kao oligarhija, zadržati svoju neovisnost unatoč ugrožavanjima od strane Mletaka i Genove, pa se na njezinoj zastavi, slično Dubrovniku, nalazila riječ Libertas sve do Francuske revolucije 1789. godine.

### Republika Lucca i Napoleonovo preuzimanje
Lucca je bila drugi po veličini talijanski grad-država (nakon Venecije), s republikanskim ustrojem. Godine 1805. zauzima je Napoleon, koji je prepušta svojoj sestri Elisi Bonaparte Baciocchi koju je imenovao "Kraljicom Etrurije". Taj se događaj spominje u slavnoj prvoj rečenici romana Rat i mir Lava Nikolajeviča Tolstoja.
Nakon 1815. grad postaje vojvodstvom pod vlašću kuće Burbonaca od Parme, potom dio Velikog Vojvodstva Toskane 1846. godine, te konačno dijelom ujedinjene Italije.

## Znamenitosti
Zidine oko starog grada ostale su netaknute tijekom modernizacije i širenja grada, što je neuobičajeno za gradove Italije. Kada su zidine izgubile svoj vojni značaj, postale su pješačkom promenadom koja okružuje stari grad, te su se čak koristile i za automobilske utrke.

Grad obiluje brojnim bazilikama, od kojih su neke izgrađene još u 8. stoljeću.
- Piazza dell'Anfiteatro
- Piazzale Verdi
- Piazza Napoleone
- Piazza San Michele

- Duomo di San Martino (Katedrala sv. Martina)
- Kneževa palača (izvorni plan napravio je Bartolomeo Ammannati 1577–1582, a dovršio ju je Filippo Juvarra u 18. stoljeću.)
- Rimski amfiteatar
- Crkva San Michele in Foro
- Basilica di San Frediano
- Torre delle ore
- Kuća i toranj Guinigi
- Museo Nazionale Guinigi
- Museo e Pinacoteca Nazionale
- Orto Botanico Comunale di Lucca, botanički vrt iz 1820.
- Palazzo Pfanner
- Villa Garzoni, poznata po vrtovima i fontanama.

## Kultura
Lucca je rodno mjesto skladatelja Giacoma Puccinija (opere La Bohème, Tosca i Madama Butterfly) i Luigija Boccherinija..
Grad je poznat po festivalu Lucca Summer Festival, te po festivalu Lucca Comics and Games, jednom od najvažnijih svjetskih događanja posvećenih stripu koje se održava od 1966. godine. Za vrijeme trajanja festivala Lucca se pretvara u svjetsku prijestolnicu stripa, te ga posjećuju brojni ljubitelji devete umjetnosti iz cijelog svijeta. U gradu se nalazi i Muzej stripa s jednom od najbogatijih svjetskih kolekcija.

## Gradovi prijatelji
- Abingdon, Velika Britanija
- Colmar, Francuska
- Gogolin, Poljska
- Schongau, Njemačka
- Sint-Niklaas, Belgija
- Buenos Aires, Argentina
- Lucca Sicula, Italija

## Poznate osobe povezane s Luccom
- Sv. Frediano
- Aleksandar II., papa
- Lucije III., papa
- Sv. Zita
- Zita od Bourbon-Parme, posljednja carica Austrije
- Luigi Boccherini, glazbenik i skladatelj
- Elisa Bonaparte, kraljica Lucce
- Giacomo Puccini, skladatelj
- Eros Riccio, šahist
- Renato Salvatori, glumac
- Giuseppe Ungaretti, pjesnik

## Vanjske poveznice
- Službene Web stranice
- Lucca (engleski)
- Lucca Comics & Games, svjetski poznati festival stripa